# کویجی‌قیز
کویجئ‌قیز (به ترکی استانبولی: Köyceğiz) شهری است در کشور ترکیه که در استان موغله واقع شده‌است. جمعیت این شهر بر اساس سرشماری سال ۲۰۰۸ میلادی ۸٬۴۶۷ نفر و بر اساس برآوردهای سال ۲۰۰۹ میلادی ۸٬۴۶۸ نفر می‌باشد.